# چلیو
چلیو (به ایتالیایی: Cellio) یک کومونه در ایتالیا است که در استان ورسلی واقع شده‌است.

## خصوصیات
چلیو ۱۰٫۰ کیلومترمربع مساحت و ۸۹۸ نفر جمعیت دارد و ۶۸۵ متر بالاتر از سطح دریا واقع شده‌است.